# Ayalurpuzha
El Ayalurpuzha es un río tributario del río Gayathripuzha. Gayathripuzha es uno de los tributarios principales del río Bharathapuzha, el segundo río más largo en el estado de Kerala en el sur de India.

## Otros tributarios del río Gayathripuzha
- -     - Mangalam
    - Ayalurpuzha
    - Vandazhippuzha
    - Meenkarappuzha
    - Chulliyar